# Walter A. Brown

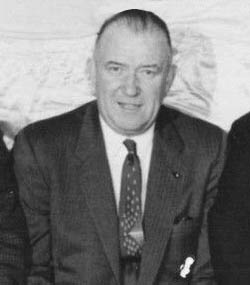
Walter A. Brown, 1960.

Walter A. Brown (* 10. Februar 1905 in Boston, Massachusetts; † 7. September 1964) war ein US-amerikanischer Sportfunktionär und Eishockeytrainer. Sein Vater George V. Brown war ebenfalls Sportfunktionär.

## Karriere
Walter A. Brown gewann als Eishockeytrainer fünf Meisterschaften der Eastern Hockey League mit den Boston Olympics. Mit der US-amerikanischen Eishockeynationalmannschaft gewann er bei der Eishockey-Weltmeisterschaft 1933 erstmals in der Geschichte des Landes die Goldmedaille bei einer WM. Die USA führte er zudem zum Gewinn der Silbermedaille bei den Weltmeisterschaften 1931 und 1934, sowie zum Gewinn der Bronzemedaille bei den Olympischen Winterspielen 1936 in Garmisch-Partenkirchen. 1937 übernahm er die Leitung des Boston Garden von seinem Vater George V. Brown.
Walter A. Brown war einer der Mitbegründer, der 1946 gegründeten Basketball Association of America und half bei deren Fusion mit der National Basketball League 1949 zur National Basketball Association. Der US-Amerikaner gründete 1946 zudem mit den Boston Celtics eine eigene Basketballmannschaft, die in den sieben Jahren vor seinem Tod sechs Mal die Meisterschaft der NBA gewinnen konnten. Mit dem finanziell angeschlagenen Eishockeyclub der Boston Bruins aus der National Hockey League kaufte Brown 1951 zudem eine weitere Profimannschaft, die ihre Heimspiele im Boston Garden austrug und deren Präsident er bis zu seinem Tod war. Von 1954 bis 1957 war er als Präsident für die Internationale Eishockey-Föderation IIHF tätig, für die er zuvor bereits zwei Mal als Vizepräsident gearbeitet hatte. Bei den Olympischen Winterspielen 1960 gewann Brown mit den USA als Manager die Goldmedaille.
Brown starb am 7. September 1964 im Alter von 59 Jahren. Aufgrund seiner Verdienste für den Sport in den Vereinigten Staaten wurde er daraufhin 1965 in die Naismith Memorial Basketball Hall of Fame aufgenommen. Bereits 1962 war er in die Hockey Hall of Fame aufgenommen worden. Weitere Auszeichnungen waren die Aufnahme in die United States Hockey Hall of Fame und die Benennung der Walter Brown Arena in seiner Heimatstadt Boston nach ihm. Die seit der Ligagründung 1949 an den Meister verliehene Trophäe wurde 1964 in Walter A. Brown Trophy umbenannt und behielt diesen Namen bis zu ihrer Umbenennung 1983 in Larry O'Brien Championship Trophy. Seit seinem Tod 1964 vergeben die Boston Celtics ihm zu Ehren die Nummer eins nicht mehr als Trikotnummer an einen Spieler.

## Erfolge und Auszeichnungen
- 1931 Silbermedaille bei der Eishockey-Weltmeisterschaft (als Trainer)
- 1933 Goldmedaille bei der Eishockey-Weltmeisterschaft (als Trainer)
- 1934 Silbermedaille bei der Eishockey-Weltmeisterschaft (als Trainer)
- 1936 Bronzemedaille bei den Olympischen Winterspielen (als Trainer)
- 1960 Goldmedaille bei den Olympischen Winterspielen (als Manager)
- 1962 Aufnahme in die Hockey Hall of Fame
- 1965 Aufnahme in die Naismith Memorial Basketball Hall of Fame